# Téra (département)
Pour les articles homonymes, voir Tera (homonymie).
Téra est un département du Niger situé à l'ouest de la région de Tillabéri. Il a pour chef-lieu la ville de Téra.

## Géographie

### Administration
Téra est un département de 9 368 km² depuis 2011, de la région de Tillabéri.
Avant la réforme territoriale de 2002, le département de Téra comptait deux postes administratifs, 5 cantons sédentaires (Gorouol, Kokoro, Téra, Dargol, et Diagorou), 3 groupements nomades (Peuls, Daoufarafareq, et Tinquerequedeche), et 161 villages.
Son territoire se décompose  maintenant en 
 :
- Communes urbaines : Téra.
- Communes rurales : Diagourou, Gorouol, Kokorou, Mehana.

### Situation
Le département de Téra est entouré par :
- au nord : le Mali,
- à l'est : les départements de Tillabéri et Kollo,
- au sud : le département de Say,
- à l'ouest : le Burkina Faso.

## Histoire
Le territoire de Téra était à l'origine occupé par les Silankés et les Gourmantchés, d'ailleurs Téra signifie grenouille en langue gourmantché. La ville est fondée au XVIe siècle par un Chérif (Sirfi en  Songhaï), un fier-chevalier venu de Gao à la chute de l’Empire songhaï. Celui-ci donne son nom au premier village de la principauté Sirfi-Koyré (le village de Sirfi qui était à l'époque une île stratégique pour se prémunir d'éventuelles attaques) qu'il fonde et qui est le plus vieux quartier de la ville. Les Songhais, après avoir tenté de se fixer en plusieurs endroits à leur départ de Gao, s’installent à la même époque sur les terres actuelles de Kokoro, de Gorouol, de Téra et de Dargol. Les tribus Touaregs sont venues au milieu du XVIIe siècle. Les Peuls sont venus du Liptako 20 ans avant l'arrivée des colons français. La ville est brûlée en 1916 par une coalition de Touareg et d'autres Songhais.
En 2011, les postes administratifs de Gothèye et Bankilaré sont élevés au statut de département, les trois communes de Bankilaré, Gothèye et Dargol sont soustraites au territoire départemental de Téra.

## Population

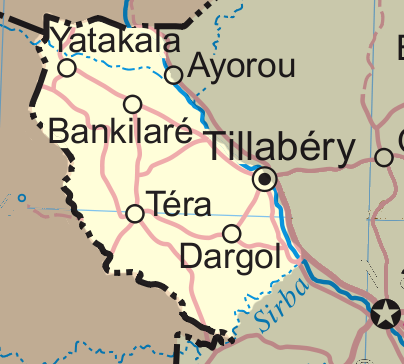
Carte du département de Tera, Niger

La population est estimée à 579 658 habitants en 2011, et 336 207 habitants en 2012.
.
Trois ethnies principales occupent le département de Téra. Les Songhaïs repartis dans toute la région comprise entre la frontière du Mali et une ligne parallèle au Felko. Les peuls de Diagorou au sud et les Gaobes a l'ouest sur la frontière du Burkina Faso. Les tribus Touaregs sont reparties dans l'ensemble du département. Il existe également des petits noyaux Gourmantchés et Mossis.

## Économie
L'économie du territoire est principalement basée sur l'agriculture et l'élevage. Cependant, le commerce est très pratiqué à travers de petits marchés. Sa position géographique permet un accès facile à la capitale Burkinabé et facilite ainsi l'importation et l'exportation des produits de premières nécessite.. 

### Industrie minière
La Société des mines du Liptako (SML), coentreprise entre la SEMAFO et l’État nigérien, exploite la mine d’or de Samira Hill, dans ce département, près de la frontière du Burkina Faso à environ 100 km à l’ouest de Niamey. 
La production est estimée à environ  1 320 kilogrammes d'or en 2011
.